# Чемпионат СССР по лыжным гонкам 1985
57-й лично-командный чемпионат СССР по лыжным гонкам проводился в 3 этапа.
I этап прошел в Сыктывкаре (Коми АССР) с 5 по 8 февраля 1985 года. Разыграно 4 комплекта медалей в гонке 30 км и эстафете 4×10 км (мужчины), в гонке на 5 км и эстафете 4х5 км (женщины).
II этап прошел в Сыктывкаре с 21 по 22 февраля 1985 года. Разыграно 2 комплекта медалей в гонке на 15 км (мужчины), в гонке на 20 км (женщины).
III этап прошел в Апатитах (Мурманская область) с 21 по 22 апреля 1985 года. Разыграно 2 комплекта медалей в гонке на 50 км (мужчины), в гонке на 10 км (женщины).

## Медалисты

### Мужчины
|                  | Золото                                                                   | Серебро                                                                         | Бронза                                                                       |
| ---------------- | ------------------------------------------------------------------------ | ------------------------------------------------------------------------------- | ---------------------------------------------------------------------------- |
| Гонка на 15 км   | Батюк Александр «Динамо» Чернигов                                        | Ушкаленко Александр «Динамо» Сумы                                               | Мазалов Владимир «Динамо» Курган                                             |
| Гонка на 30 км   | Бурлаков Юрий Вооружённые Силы Хабаровск                                 | Батюк Александр «Динамо» Чернигов                                               | Бакиев Розалин Вооружённые Силы Казань                                       |
| Гонка на 50 км   | Сергеев Андрей Вооружённые Силы Ленинград                                | Каширский Александр «Спартак» Москва                                            | Сергеев Сергей «Буревестник» Минск                                           |
| Эстафета 4х10 км | «Зенит» Филиппов Мирон Романов Анатолий Асташкин Андрей Никитин Владимир | Вооружённые Силы Зимятов Николай Бурлаков Юрий Девятьяров Михаил Бакиев Розалин | «Динамо» Игушев Сергей Ушкаленко Александр Кутукин Александр Батюк Александр |

### Женщины
|                 | Золото                                                                | Серебро                                                                     | Бронза                                                                  |
| --------------- | --------------------------------------------------------------------- | --------------------------------------------------------------------------- | ----------------------------------------------------------------------- |
| Гонка на 5 км   | Васильченко Лилия «Трудовые резервы» Новосибирск                      | Могените Вида «Нямунас» Вильнюс                                             | Степанова Юлия «Урожай» Устинов                                         |
| Гонка на 10 км  | Фурлетова Наталья Профсоюзы Свердловск                                | Есипова Татьяна «Труд» Москва                                               | Степанова Юлия «Урожай» Устинов                                         |
| Гонка на 20 км  | Сметанина Раиса «Урожай» Сыктывкар                                    | Клягина Ираида «Спартак» Москва                                             | Зимятова Любовь Вооружённые Силы Москва                                 |
| Эстафета 4х5 км | «Урожай» Тихонова Тамара Ахматшина Рауфа Могените Вида Степанова Юлия | «Динамо» Крымцова Виолетта Ордина Антонина Бичугова Евгения Романова Анфиса | «Урожай» Афанасьева Глафира Абакумова Нона Кириллова Г. Парамонова Нина |

Лично-командный чемпионат СССР (23-й) в лыжной гонке на 70 км среди мужчин проводился в Апатитах Мурманской области 6 апреля 1985 года.

### Мужчины (70 км)
|                | Золото                                    | Серебро                          | Бронза                                    |
| -------------- | ----------------------------------------- | -------------------------------- | ----------------------------------------- |
| Гонка на 70 км | Сергеев Андрей Вооружённые Силы Ленинград | Мазалов Владимир «Динамо» Курган | Сахнов Владимир Вооружённые Силы Алма-Ата |

Лично-командный чемпионат СССР (11-й) в лыжной гонке на 30 км среди женщин проводился в Апатитах Мурманской области 7 апреля 1985 года.

### Женщины (30 км)
|                | Золото                                         | Серебро                               | Бронза                          |
| -------------- | ---------------------------------------------- | ------------------------------------- | ------------------------------- |
| Гонка на 30 км | Птицына Лариса «Трудовые Резервы» Петрозаводск | Гаврилова Наталья «Динамо» Свердловск | Степанова Юлия «Урожай» Устинов |